# Oblate di Santa Marta
La Congregazione delle Oblate di Santa Marta (in spagnolo Congregación de Oblatas de Santa Marta; sigla O.S.M.) è un istituto religioso femminile di diritto pontificio.

## Storia
La congregazione, detta in origine delle "Marte di Nostra Signora di Fatima", fu fondata a Saltillo, in Messico, l'8 settembre 1949 dal sacerdote Felipe Torres Hurtado, dei Missionari dello Spirito Santo, con l'aiuto di María de Jesús Guerrero.
L'istituto fu canonicamente riconosciuto dal vescovo di Saltillo nel 1957 come pia unione e come congregazione religiosa il 29 luglio 1965.

## Attività e diffusione
Le suore si dedicano all'aiuto spirituale e materiale ai sacerdoti, anche in terra di missione.
Oltre che in Messico, sono presenti negli Stati Uniti d'America; la sede generalizia è a Saltillo, in Messico.
Alla fine del 2015 l'istituto contava 158 religiose in 29 case.